# Wysocko (Mazovie)
Pour les articles homonymes, voir Wysocko.
Wysocko [vɨˈsɔt͡skɔ] est un village polonais, dans le Powiat de Szydłowiec et dans la voïvodie de Mazovie dans le centre-est de la Pologne.
Il est situé à environ 6 kilomètres au nord de Szydłowiec et à 104 kilomètres au sud de Varsovie.

Sa population compte 173 habitants en 2006.